# Архиепархия Лахора
Архиепархия Лахора (лат. Archidioecesis Lahorensis) — архиепархия Римско-Католической церкви с центром в городе Лахор, Пакистан. Архиепархия Лахора распространяет свою юрисдикцию на часть территории провинции Пенджаб. В митрополию Лахора входят епархии Исламабада-Равалпинди, Мултана, Фейсалабада. Кафедральным собором архиепархии Лахора является церковь Святейшего Сердца Иисуса городе Лахор.

## История
В 1880 году Святой Престол учредил апостольский викариат Пенджаба, выделив его из апостольского викариата Агры (сегодня — Архиепархия Агры). Пастырское попечение апостольским викариатом Пенджаба было поручено монахам из монашеского ордена капуцинов. 1 сентября 1886 года Римский папа Лев XIII издал буллу Humanae salutis, которой преобразовал апостольский викариат Пенджаба в епархию Лахора.
В следующие годы епархия Лахора передала часть своей территории для возведения новых церковных структур:
- 6 июля 1887 года — апостольской префектуре Кафиристана и Кашмира (сегодня — Епархия Исламабада-Равалпинди);
- 3 сентября 1910 года — архиепархии Симлы (сегодня — Архиепархия Дели). В этот же день епархия Лахора вошла в митрополию Дели;
- 17 декабря 1936 года — апостольской префектуре Мултана (сегодня — Епархия Мултана).

15 июля 1950 года епархия Лахора вошла в митрополию Карачи.
17 января 1952 года епархия Лахора передала часть своей территории для возведения апостольских префектур Каму и Кашмира (сегодня — Епархия Джамму-Шринагара) и Джуллундура (сегодня — Епархия Джуллундура).
23 апреля 1994 года Римский папа Иоанн Павел II издал буллу Inter cotidiana, которой возвёл епархию Лахора в ранг архиепархии.

## Ординарии архиепархии
- епископ Паоло Този OFMCap[1] (27.09.1880 — 1886);
- епископ Шарль-Жак Муар OFMCap (10.08.1888 — 14.07.1890);
- епископ Эммануэль Альфонс ван ден Бош OFMCap (21.11.1890 — 2.05.1892) — назначен архиепископом Агры;
- епископ Гоффред Пелкманс OFMCap (2.06.1893 — 3.08.1904);
- епископ Фабиан Антоний Эстерманс OFMCap (11.04.1905 — 17.12.1925);
  - вакансия;
- епископ Гектор Катри OFMCap (28.03.1928 — 4.07.1946);
- епископ Марсель Рогер Бёйзе OFMCap (12.06.1947 — 12.03.1967);
- епископ Фелиссимус Альфонс Раймаккерс OFMCap (12.03.1967 — 24.06.1978);
- архиепископ Армандо Триндад (10.07.1975 — 31.07.2000);
- архиепископ Лоуренс Джон Салданха (24.04.2001 – 7.04.2011);
  - вакансия (2011 — 2013)
- архиепископ Себастьян Фрэнсис Шах O.F.M. (14.11.2013 — по настоящее время).

## Источник
- Annuario Pontificio, Libreria Editrice Vaticana, Città del Vaticano, 2003, ISBN 88-209-7422-3
- Булла Humanae salutis Архивная копия от 4 апреля 2015 на Wayback Machine  (итал.)
- Булла Inter cotidiana Архивная копия от 17 мая 2014 на Wayback Machine  (лат.)
- Konrad Eubel, Hierarchia Catholica Medii Aevi, vol. 8, стр. 330—331